# Vincent Gallo

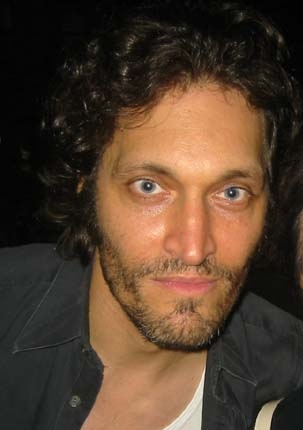
Vincent Gallo, 2004

Vincent Gallo (* 11. April 1961 in Buffalo, New York) ist ein US-amerikanischer Schauspieler, Filmregisseur, Musiker, Fotograf und Maler, der sich bevorzugt im künstlerischen Underground bewegt.

## Biographie

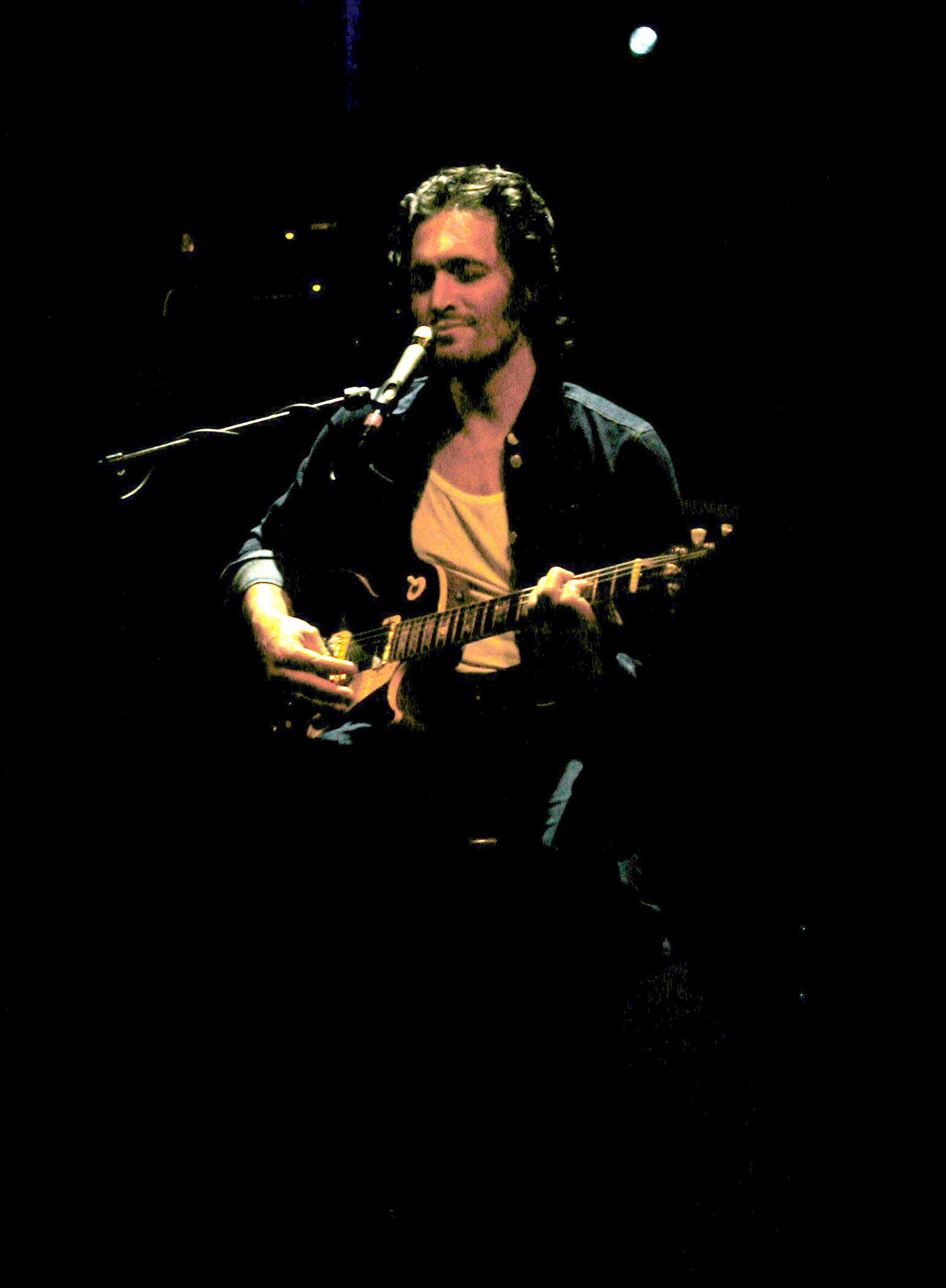
Gallo bei einem Konzert 2005

Gallos Eltern sind gebürtige Sizilianer, die vor seiner Geburt in die USA einwanderten. Gallo begann nach eigenen Angaben mit 9 Jahren, Schlagzeug und Gitarre zu spielen. Er war zunächst in einer Reihe lokaler Bands in Buffalo aktiv; erstmals öffentlich in Erscheinung trat er, nachdem er im Alter von 16 Jahren nach New York gezogen war, Ende der ’70er Jahre in einer Band namens Gray, zu deren Mitgliedern auch Jean-Michel Basquiat, ein früh verstorbener Maler aus dem Umfeld Andy Warhols, gehörte. In Julian Schnabels Film Basquiat von 1996 spielte sich Gallo selbst. Mit Gray trat er erstmals in größeren Clubs wie dem CBGB’s auf. Nach der Trennung der Band schloss er sich verschiedenen Projekten an, darunter auch einer Band namens Bohack, mit der er 1983 sein erstes Album veröffentlichte. Nachdem sich auch diese Gruppe kurze Zeit später getrennt hatte, widmete er sich verstärkt dem Film, sowohl als Schauspieler als auch als Komponist von Filmmusik. 1998 erschien seine erste Regiearbeit, der viel gelobte Buffalo 66 mit Christina Ricci und Mickey Rourke, dessen Drehbuch er ebenfalls geschrieben hatte und in dem er in der Hauptrolle zu sehen ist. Auf Festivals war der Film ein großer Erfolg, und Gallo erhielt unter anderem eine Nominierung für den Großen Preis der Jury des Sundance Film Festivals. Die Tatsache, dass er bei diesem Festival nie etwas gewann, führte zu einer Reihe kontroverser Aussagen Gallos, wie beispielsweise „Ich will einen Film machen mit einer behinderten, schwarzen jüdischen Lesbe als Protagonistin, damit ich einen Filmpreis in Sundance gewinnen kann“. Zu Beginn des 21. Jahrhunderts widmete er sich wieder verstärkt der Musik und veröffentlichte in kurzer Folge drei Alben. Sein zweiter Film The Brown Bunny (2003) wurde einerseits auf der Viennale mit einem FIPRESCI-Preis ausgezeichnet, gilt andererseits allerdings als Desaster und Auslöser verschiedener Kontroversen (s. u.). 2010 erhielt er für seine Rolle als verschleppter Taliban in Jerzy Skolimowskis Spielfilm Essential Killing den Darstellerpreis der 67. Filmfestspiele von Venedig.
Gallo werden eine Reihe von Beziehungen zu und Affären mit Berühmtheiten nachgesagt. Unter anderem soll er mit Asia Argento und PJ Harvey zusammen gewesen sein; nach eigenen Angaben hatte er außerdem eine Affäre mit Paris Hilton. Seine Beziehung zu Chloë Sevigny war insbesondere durch die Zusammenarbeit in dem Film The Brown Bunny im Gespräch.

## Kontroversen
Der Film The Brown Bunny aus dem Jahr 2003 führte zu einer Reihe von Kontroversen. Zum einen, weil er eine explizite Fellatio-Szene zwischen Gallo und Sevigny enthält, die man laut Süddeutscher Zeitung „sonst nur (von) professionelle(n) Pornodarsteller(n)“ zu sehen bekomme. Zum anderen entspann sich um den Film ein inniger Streit zwischen Gallo und dem Filmkritiker Roger Ebert, der den Film als „schlechtesten in der Geschichte der Filmfestspiele von Cannes“ bezeichnet hatte. Gallo bezeichnete Ebert in der Folge als „fettes Schwein“, worauf dieser konterte, indem er darauf hinwies, dass er immerhin die Möglichkeit habe abzunehmen, während Gallo bis in alle Ewigkeit der Regisseur von The Brown Bunny bleibe. Daraufhin wünschte Gallo ihm Krebs. Eine von Gallo umgestaltete Version des Films bewertete Ebert später für viele überraschend relativ wohlwollend. Berichten, Gallo habe sich bei seinen Geldgebern für den Film entschuldigt, begegnete er mit der Erklärung, er habe sich nie für irgendetwas entschuldigt, und einem weiteren Ausfall: „Es tut mir leid, dass ich nicht schwul oder jüdisch bin, deshalb gibt es keine Fachgruppe von Journalisten, die mich unterstützt“.
Gallo betreibt eine eigene Seite für Merchandise, auf der er unter anderem Frauen für 50.000 US-Dollar seine Begleiterdienste anbietet. Außerdem sind dort verschiedene Devotionalien aus seiner Kindheit, von ihm signierte aufblasbare Charles-Manson-Puppen und verschiedene seiner Werke zu erstehen. Besondere Aufmerksamkeit in den Medien erhielt sein Angebot, sein Sperma für 1.000.000 $ zu verkaufen. Insbesondere seine im Begleittext enthaltene Weigerung, an Schwarze zu verkaufen, und das Einräumen eines Rabatts für arische Frauen (blond, blauäugig) oder nachweisliche Nachkommen deutscher Soldaten des Zweiten Weltkriegs wurden in der Presse scharf kritisiert.

## Diskographie
- 1983: It Took Several Wives (als Mitglied von Bohack)
- 1992: The Way It Is The Original Soundtrack Recording (Rojo Records)
- 1998: Buffalo 66 The Original Motion Picture Soundtrack (will records)
- 2001: When (Warp Records)
- 2002: Recordings of Music for Film (Warp Records)
- 2002: So Sad (Warp Records)
- 2004: The Brown Bunny Motion Picture Soundtrack (Tulip records)
- 2025: Butterfly (Vincent Gallo und Harper Simon) – The Music of Butterfly (Family Friend Records)

Außerdem ist er bei Sage Francis’ Album A Healthy Distrust als Autor und bei John Frusciantes Shadows Collide With People als Fotograf geführt.

## Filmografie
- 1981: Glenn O’Brien’s New York Beat Movie / Downtown 81
- 1984: So wie es ist/Eurydice in den Avenuen (The Way It Is)
- 1986: The Gunlover (Kurzfilm)
- 1987: Doc’s Kingdom
- 1987: Crime Story (Fernsehserie)
- 1989: Der Equalizer (Fernsehserie)
- 1990: GoodFellas – Drei Jahrzehnte in der Mafia (Goodfellas)
- 1991: Keep It for Yourself (Kurzfilm)
- 1991: Am Ende einer Kindheit (A Idade Maior)
- 1993: The Hanging (Kurzfilm)
- 1993: Arizona Dream
- 1993: Das Geisterhaus (The House of the Spirits)
- 1994: Tous les garçons et les filles de leur âge… (Fernsehserie)
- 1995: Angela
- 1995: Wiedersehen in Miami (The Perez Family)
- 1995: Palookaville – Kleine Gangster, große Kohle
- 1996: Nénette und Boni
- 1996: Das Begräbnis (The Funeral)
- 1996: Basquiat
- 1997: Ort der Wahrheit (Truth or Consequences, N.M.)
- 1998: Buffalo ’66
- 1998: Hollywood Salome / Johnny 316
- 1998: Goodbye Lover
- 1998: L.A. Without a Map
- 1999: Freeway II – Highway to Hell (Freeway II: Confessions of a Trickbaby)
- 2000: Hide and Seek (Cord)
- 2001: Trouble Every Day
- 2001: Get Well Soon
- 2001: Náufragos – Gestrandet (Stranded: Náufragos)
- 2003: The Brown Bunny
- 2003: Indesiderabili, Gli
- 2006: Moscow Zero
- 2007: Dirt (Fernsehserie)
- 2007: Oliviero Rising
- 2009: Tetro
- 2009: Metropia
- 2010: Promises Written in Water
- 2010: Essential Killing
- 2011: Loosies
- 2012: 2 Tage New York (2 Days in New York)
- 2012: The Legend of Kaspar Hauser
- 2013: Jinrui shikin
- 2014: Short Plays
- 2022: The Terror Room (Shut In)

## Musikvideos
- 1997: Lit – Bitter (Darsteller)
- 2001: Vincent Gallo – Honey Bunny (Regie)
- 2001: John Frusciante – Going Inside (Regie)
- 2001: My Vitriol – Grounded (Darsteller)
- 2002: Glassjaw – Cosmopolitan Bloodloss (Darsteller)
- 2004: Jay-Z – 99 Problems (Darsteller)